# Pat McKay
Pour les articles homonymes, voir McKay.
Patrick James "Pat" McKay, né le 29 mai 1957, est un karatéka britannique surtout connu pour avoir remporté l'épreuve de kumite individuel masculin moins de 80 kilos aux championnats du monde de karaté 1982 et 1984.

## Résultats
| Résultat          | Date | Épreuve                   | Catégorie | Compétition                | Ville hôte               |
| ----------------- | ---- | ------------------------- | --------- | -------------------------- | ------------------------ |
| Médaille d'or     | 1982 | Kumite individuel - 80 kg | Seniors   | Championnats du monde 1982 | Taipei, à Taïwan         |
| Médaille d'or     | 1984 | Kumite individuel - 80 kg | Seniors   | Championnats du monde 1984 | Maastricht, aux Pays-Bas |
| Médaille d'argent | 1986 | Kumite individuel - 80 kg | Seniors   | Championnats du monde 1986 | Sydney, en Australie     |
| Médaille d'or     | 1987 | Kumite individuel - 80 kg | Seniors   | Championnats d'Europe 1987 | Glasgow, au Royaume-Uni  |